# Осада Хаэна (1245—1246)
Осада Хаэна была последней осадой города во время испанской Реконкисты. Осада проводилась с 1245 по 28 февраля 1246 года силами Королевства Кастилия и Ордена Сантьяго под командованием короля Фердинанда III Кастильского и великого магистра Ордена Сантьяго Пелайо Переса Корреа против объединённых обороняющихся сил местной тайфы Хаэна (جيان) и Гранадского эмирата при Мухаммеде I. Битва привела к победе кастильцев, а город Хаэн был передан Королевству Кастилия и Леон после подписания Хаэнского договора.

## Предыстория
После двух предыдущих попыток захватить Хаэн, сначала в 1225 году, а затем в 1230 году, король Фердинанд III Кастильский решился на ещё одну попытку осадить город, укрепив свою власть над тронами Кастилии и Леона и не потерпев решительного поражения ни в одном из своих предыдущих покушения на город. В этой новой кампании его поддержал Пелайо Перес Корреа, великий магистр Ордена Сантьяго. Зимой 1245 года силы Кастилии совершали набеги на окрестности города, готовясь к возможной осаде, захватив стратегические точки в окрестностях.

## Осада
В начале осады кастильские силы начали атаки на различные городские ворота, все из которых были неэффективны с точки зрения захвата каких-либо точек на главной стене, однако во многих случаях им удавалось отбросить защитников от бастионов внешней защиты.
Современные хроники также рассказывают о засадах и вылазках из города гранадских и джайянских войск. Во время одной из таких вылазок группе из семи мавританских рыцарей удалось захватить кастильский караван с припасами, что вынудило кастильские силы преследовать налетчиков. Войска во главе с доном Альваром Хилем де Вильялобосом были вынуждены броситься в погоню, пытаясь спасти захваченный поезд с припасами; однако мавританские рыцари бежали, во главе кастильского спасательного отряда попали в засаду ещё около 50 рыцарей и около 100 пехотинцев.

## Последствия
28 февраля 1246 года, пытаясь укрепить власть над своими владениями, Мухаммад I, эмир Гранады, приказал сдать Хаэн кастильским войскам в соответствии с подписанным им Хаэнским договором, который фактически превратил Гранадский эмират в вассала Королевства Кастилия.